# Laurence Alma-Tadema
Laurence Alma-Tadema (pierwotnie: Laurens Alma-Tadema; ur. w sierpniu 1865 r. w Brukseli – zm. 12 marca 1940 r. w Londynie) – brytyjska poetka, pisarka i tłumaczka, znana ze swej wielkiej przyjaźni dla Polaków.

## Życiorys
Urodziła się jako pierwsza córka znanego angielskiego malarza holenderskiego pochodzenia Lawrence Alma-Tademy i jego pierwszej żony Marie-Pauline Gressin. Jej macocha Laura Theresa Alma-Tadema oraz jej młodsza siostra Anne Alma-Tadema również wykazywały zamiłowania artystyczne. Wychowywała się w posiadłości The Fair Haven (Jasna Przystań) w Wittersham (hrabstwo Kent). Wiele czasu spędzała wśród miejscowych wieśniaków, bawiąc się z ich dziećmi. Zwieńczeniem tej działalności była budowa świetlicy wiejskiej nazwanej Hall of Happy Hours (Sala Szczęśliwych Godzin), w której mieszkańcy spotykali się na wspólnych śpiewach i gdzie wystawiano amatorskie przedstawienia teatralne, a dzieci uczyły się podstaw rzemiosła. Nigdy nie wyszła za mąż, nie miała dzieci. Zmarła w jednym z londyńskich prywatnych domów opieki.

## Działalność literacka
Swą pierwszą powieść zatytułowaną Love's Martyr opublikowała w 1886. Później powstało jeszcze kilka powieści, cztery utwory dramatyczne i tomiki wierszy, które częściowo samodzielnie wydawała w niewielkich nakładach. Najbardziej znanym tomikiem wierszy są wydane w 1903 Songs of Womanhood, a najbardziej poszukiwanym – The Divine Orbit, Seventeen Sonnets (wydany na szaro-niebieskim papierze w nakładzie jedynie 250 egzemplarzy do dyspozycji autorki – nie przeznaczony do sprzedaży). Jej sztuki ze sporymi sukcesami wystawiano m.in. w Niemczech. Współpracowała z szeregiem pism, w tym ze znanym kwartalnikiem literackim "The Yellow Book". Napisała również szereg utworów dla dzieci, tekstów piosenek oraz kilka wstępów do książek innych pisarzy. Wśród tłumaczeń wyróżniają się przekłady na angielski utworów Ślepcy oraz Peleas i Melizanda Maurice’a Maeterlincka. W 1893 przetłumaczyła na angielski teksty Sześciu pieśni do muzyki Ignacego Paderewskiego, a w 1911 – odczyt Paderewskiego o Chopinie w setną rocznicę urodzin kompozytora (Chopin: A Discourse, opublikowany w Londynie).
W latach 1907–1908 odbyła podróż do Stanów Zjednoczonych. Wygłosiła tam m.in. serię odczytów pod wspólnym tytułem „Meaning of Happiness” (Sens szczęścia), które cieszyły się ogromną popularnością.

## Działalność społeczno-polityczna
Jej wieloletnia znajomość z Ignacym Janem Paderewskim (z którym korespondowała aż do śmierci) zaowocowała zbliżeniem do sprawy polskiej. W apelu opublikowanym 7 lutego 1908 r. na łamach "The New York Times" wezwała kobiety amerykańskie do poparcia odezwy Henryka Sienkiewicza w sprawie pomocy Polakom w Królestwie Polskim. Podczas I wojny światowej prowadziła energiczną działalność charytatywną na rzecz Polski. W latach 1915–1924 była honorowym sekretarzem komitetu Polish Victims Relief Fund, a od 1915 do 1917 r. także komitetu Polish Exiles Protection (pol. Opieka Polska) w Londynie. Organizacje niosły pomoc polskim ofiarom wojny, emigrantom polskim w Wielkiej Brytanii oraz jeńcom wojennym (cywilnym i wojskowym) pochodzenia polskiego, którzy znaleźli się w obozach na terenie Wielkiej Brytanii. Współpracowała również z działającym w Szwajcarii Komitetem Generalnym Pomocy Ofiarom Wojny w Polsce (Comité Général de Suisse pour les Victimes de la Guerre en Pologne). Opublikowała Poland, Russia and the war (St. Catherine Press, 1915) – szkic ukazujący pierwszą wojnę światową z punktu widzenia krajów Europy Wschodniej. W latach 1915–1917 blisko współpracowała z R. Dmowskim.